# Wijaleta Skwarzowa
Wijaleta Maksimauna Skwarzowa (belarussisch Віялета Максімаўна Скварцова, engl. Transkription Viyaleta Skvartsova; * 15. April 1998 in Wizebsk) ist eine belarussische Weit- und Dreispringerin.

## Sportliche Laufbahn
Erste internationale Erfahrungen sammelte Wijaleta Skwarzowa bei den U18-Weltmeisterschaften 2015 in Cali, bei denen sie mit 6,19 m im Weitsprung den siebten Platz belegte. Im Jahr darauf schied sie bei den U20-Weltmeisterschaften in Bydgoszcz mit 5,52 m in der Qualifikation aus. 2017 siegte sie mit windunterstützten 14,21 m im Dreisprung bei den U20-Europameisterschaften in Grosseto und wurde im Weitsprung mit einer Weite von 5,89 m Zwölfte. Während der Siegerehrung verließ sie aus Protest das Siegerpodium, nachdem statt der belarussischen Nationalhymne die von Bosnien und Herzegowina gespielt wurde. 2018 nahm sie erstmals an den Europameisterschaften in Berlin teil, schied dort aber mit 13,82 m bereits in der Qualifikation aus und im Jahr darauf gewann sie bei den U23-Europameisterschaften in Gävle mit einem Sprung auf 13,79 m die Bronzemedaille hinter der Litauerin Diana Zagainova und Tuğba Danışmaz aus der Türkei. 2021 belegte sie bei den Halleneuropameisterschaften in Toruń mit 14,35 m den vierten Platz. Im August startete sie bei den Olympischen Spielen in Tokio und verpasste dort mit 14,05 m den Finaleinzug.
2021 wurde Skwarzowa belarussische Meisterin im Dreisprung im Freien sowie 2020 und 2022 in der Halle.

## Persönliche Bestleistungen
- Weitsprung: 6,37 m (+0,4 m/s), 17. Juli 2020 in Brest
  - Weitsprung (Halle): 6,56 m, 4. Februar 2020 in Tartu
- Dreisprung: 14,17 m (−0,3 m/s), 16. Juli 2020 in Brest
  - Dreisprung (Halle): 14,39 m, 17. Februar 2021 in Toruń